# Station Maulde-Mortagne
Station Maulde (Frans: Gare de Maulde-Mortagne) is een voormalig spoorwegstation aan de spoorlijn Saint-Amand-les-Eaux - Maulde-Mortagne tussen Saint-Amand-les-Eaux en Mortagne-du-Nord.